# Sid Ali Akili
Sid Ali Akili (* 2. Mai 1974) ist ein algerischer Tennisspieler.

## Werdegang
Akili wurde im Juli 2011 in die algerische Davis-Cup-Mannschaft berufen. Er bestritt fünf Einzel und gewann davon vier. Es blieb seine einzige Nominierung für den Davis Cup.